# 당항항 (남해군)
당항항(堂項港)은 경상남도 남해군 창선면 당항리, 당항마을 인근에 있는 어항이다. 2002년 8월 6일 어촌정주어항으로 지정하여 관리하고 있다. 시설관리자는 남해군수이다.

## 어항 연혁
- 옛날 이곳에 신당(神堂)이 있었던 데서 유래한 지명으로 당항(堂項)이라 불리고 있다.

## 어항 시설
- 선착장 L=220m, B=3.0m

## 주요 어종
- 도다리, 노래미, 볼락, 낙지, 주꾸미, 장어 등